# Corbalán
Corbalán è un comune spagnolo di 109 abitanti situato nella comunità autonoma dell'Aragona.